# Спірос Антоніу
Спі́рос «Сет» Антоні́у (грец. Σπύρος Αντωνίου) - музикант, фронтмен і один із засновників грецького метал гурту Septic Flesh та учасник сайд-проекту Septic Flesh, Chaostar, брат гітариста Крістоса Антоніу. Ім'я "Сет" було ним взято з давньоєгипетської міфології, де воно належало підступному брату Осіріса. Спірос є головним вокалістом у складі, а також грає на бас-гітарі і складає велику частину музики. Навчався в університеті образотворчих мистецтв, живопису та фотографії. З тих пір є автором всіх обкладинок альбомів Septicflesh, також він створив обкладинки для багатьох метал-колективів, серед яких: Paradise Lost, Moonspell, Kamelot, Exodus, Soilwork, Job for a Cowboy, Sanctity, Old Man's Child, Oceansize, Heaven Shall Burn, Vader, Decapitated, Belphegor і багато інших. Сет співпрацював з такими лейблами як EMI, BMG, Roadrunner Records, Nuclear Blast, Regain Records, Century Media, Napalm Records, SONY Records і т.д.
Його стиль малювання дуже характерний для дум-металу: похмурість, суїцид, страх, бажання вирватися з плоті, різні метаморфози і трансформації.

## Дискографія
- 1991 —  Temple of the Lost Race (міні-альбом)
- 1991 —  Forgotten Path (демо)
- 1992 — Temple of the Lost Race (демо)
- 1994 — Mystic Places of Dawn
- 1995 — Esoptron
- 1997 — Ophidian Wheel
- 1998 — The Eldest Cosmonaut (міні-альбом)
- 1998 — A Fallen Temple
- 1999 — Forgotten Paths (The Early Days) (збірник)
- 1999 — Revolution DNA
- 2003 — Sumerian Daemons
- 2008 — Communion
- 2011 — The Great Mass
- 2014 — Titan
- 2017 — Codex Omega